# Periscyphis jannonei
Periscyphis jannonei is een pissebed uit de familie Eubelidae. De wetenschappelijke naam van de soort is voor het eerst geldig gepubliceerd in 1940 door Arcangeli.